# 임정현 (프로게이머)
임정현(1990년 12월 9일 ~ )은 대한민국의 전직 스타크래프트, 스타크래프트 II 프로게이머로, 웅진 스타즈, KT 롤스터 소속의 저그 유저였다. 아이디는 crazy-hydra이다.
2007년 하반기 드래프트에서 한빛 스타즈(현 웅진 스타즈)의 1차 지명으로 입단하였다.
2011년 신한은행 프로리그 10-11 위너스리그 4라운드 마지막 경기인 MBC게임 히어로와의 경기에서 0:2 의 상황에서 출전하여 4:2 로 올킬을 기록하며 생애 첫 올킬이자, 시즌 저그로 두 번째 올킬(첫 번째 올킬은 이제동)을 달성하는 파란을 보여주었다.
2011년 3월 28일 KT 롤스터로 이적하였다. 김현우와 마찬가지로 저저전이 상당히 강해 '저그전 스페셜리스트'로 불리고 있다.
10-11 포스트시즌에서는 많이 활약을 못했지만, 새 시즌에 들어서 8승 2패라는 준수한 성적을 거두었으며, 포스트시즌에서도 김성대, 고강민과 함께 중요한 경기를 많이 승리하여 KT를 3연속 결승진출에 올리는데 성공하였다.
2013년 9월 3일에 본인의 페이스북을 통해 게임을 그만두게 됐음을 밝혔다.

## 방향키 컨트롤
임정현은 여타 지금까지 많은 프로게이머들과 달리 방향키 컨트롤을 하는 프로게이머이다. 이미 데뷔이전부터 방향키 컨트롤로 일부 알려진 바가 있으며, 프로게이머 데뷔이후에도 방향키 컨트롤로 신예중에 많은 관심을 받았으며,
인터뷰에서도 방향키 컨트롤에 대해 언급 된 바가 있다.
지난 10월 서바이버 토너먼트에서 패자전에서 권수현(CJ 엔투스)을 꺾고, 최종전에서 김창희(당시 하이트 스파키즈, 현재 영구제명)를 꺾을 때 이 컨트롤을 사용하는 모습을 보여주었다.

## 주요 기록

### 전적
통산전적 (13.04.30 기준, 스타2 전적포함)
|             | 경기 | 승-패 | 승률  |
| ----------- | ---- | ----- | ----- |
| 대 테란     | 29   | 13–16 | 44.8% |
| 대 저그     | 51   | 29–22 | 56.9% |
| 대 프로토스 | 34   | 16–18 | 47.1% |
| 총합        | 114  | 58–56 | 50.9% |

### 수상 경력

#### 스타크래프트
- 2007년 1월 제28회 커리지매치 입상
- 2009년 12월 NATE MSL 2009 32강

#### 스타크래프트 II
- 2013년 2월 핫식스 2013 글로벌 스타크래프트 II 리그 시즌 1 Code A 32강
- 2013년 3월 WCS 코리아 2013 시즌 1 망고식스 글로벌 스타크래프트II 리그 Code S 32강
- 2013년 5월 2013 WCS Korea Season 1 챌린저리그 24강
- 2013년 7월 2013 WCS 코리아 시즌 2 챌린저리그 48강